# Cabañas de Sayago
Cabañas de Sayago è un comune spagnolo di 199 abitanti situato nella comunità autonoma di Castiglia e León.